# Autoroute A645 (France)
L'autoroute A645, ou Bretelle du Val d'Aran, ouverte en 2004, est une route française à péage et à 2 × 1 voies de 6 kilomètres, qui relie la sortie n°17 (« Montréjeau ») de l'autoroute A64 à la sortie sud de la ville de Montréjeau, sur la RN 125 direction Luchon et le Val d'Aran en Espagne.
Cette bretelle permet aux utilisateurs de l'A64, désirant rallier Luchon ou l'Espagne, d'éviter la difficile traversée de la ville de Gourdan-Polignan.
L'A645 est concédée aux ASF, elle fait partie de la zone ouest.

## Itinéraire
- Échangeur entre   et
- Péage de Montréjeau
- : Montréjeau (demi-échangeur depuis/vers A64)
- : Ausson, Villeneuve-de-Rivière (sortie seule)
- Pont sur la Garonne
- Carrefour giratoire entre  et  : Luchon, Lérida.